# Pinanga negrosensis
Pinanga negrosensis är en enhjärtbladig växtart som beskrevs av Odoardo Beccari. Pinanga negrosensis ingår i släktet Pinanga och familjen Arecaceae. Inga underarter finns listade i Catalogue of Life.